# Niall Coll

Wappen von Niall Coll

Niall Coll (* 25. August 1963 in Letterkenny, County Donegal) ist ein irischer römisch-katholischer Geistlicher und Bischof von Ossory.

## Leben
Niall Coll studierte Philosophie und Katholische Theologie am St. Patrick’s College in Maynooth und an der Päpstlichen Universität Gregoriana in Rom. Er erwarb ein Lizenziat im Fach Dogmatik. Am 3. Juli 1988 empfing er durch den Bischof von Raphoe, Séamus Hegarty, das Sakrament der Priesterweihe für das Bistum Raphoe.
Coll unterrichtete zunächst am St. Eunan’s College in Letterkenny. 1992 wurde Niall Coll für weiterführende Studien erneut nach Rom entsandt, wo er 1995 an der Päpstlichen Universität Gregoriana mit der Arbeit Some Anglican interpretations of Christ’s pre-existence: a study of L. S. Thornton, E. L. Mascall, J. A. T. Robinson and J. Macquarrie („Einige anglikanische Interpretationen der Präexistenz Christi: eine Studie über L. S. Thornton, E. L. Mascall, J. A. T. Robinson und J. Macquarrie“) zum Doktor der Theologie promoviert wurde. Nach der Rückkehr in seine Heimat lehrte er am St. Patrick’s College in Maynooth. Daneben erlangte er am Trinity College Dublin ein Diplom im Fach Pädagogik. Von 1998 bis 2001 war Coll Pfarrvikar in Dungloe sowie Kaplan und Lehrer an der dortigen Rosses Community School, bevor er Professor für Religionswissenschaft und Religionspädagogik am St. Mary’s University College in Belfast wurde. Von 2019 bis 2021 wirkte er als Pfarrer in Ballintra. Ab 2021 war Coll Pfarrer in Donegal und in Clare. Ferner gehörte er dem Diözesanpastoralrat des Bistums Raphoe an.
Am 28. Oktober 2022 ernannte ihn Papst Franziskus zum Bischof von Ossory. Der Erzbischof von Dublin, Dermot Pius Farrell, spendete ihm am 22. Januar 2023 in der Marienkathedrale von Kilkenny die Bischofsweihe; Mitkonsekratoren waren der Bischof von Kildare und Leighlin, Denis Nulty, und der Bischof von Raphoe, Alexander Aloysius McGuckian SJ. Coll wählte den Wahlspruch Christus Jesus spes nostra („Jesus Christus unsere Hoffnung“).

## Schriften
- Some Anglican interpretations of Christ’s pre-existence: a study of L. S. Thornton, E. L. Mascall, J. A. T. Robinson and J. Macquarrie. Rom 1995, OCLC 312567965.
- Christ in eternity and time: modern Anglican perspectives. Four Courts, Dublin 2001, ISBN 978-1-85182-599-8.
- Ireland et Vatican II: essays theological, pastoral and educational. The Columba Press, Dublin 2015, ISBN 978-1-78218-276-4.